# Сан Бартоломео (Казерта)
Сан Бартоломео је насеље у Италији у округу Казерта, региону Кампанија.
Према процени из 2011. у насељу је живело 42 становника. Насеље се налази на надморској висини од 75 м.